# Tune the rainbow
『tune the rainbow』（チューン・ザ・レインボー）は、坂本真綾の通算11枚目のシングル。2003年4月2日にビクターエンタテインメントから発売された。

## 概要
初のオリコントップ10以内にランクインした作品であり、初回限定盤にはタイアップとなった映画『ラーゼフォン 多元変奏曲』の特別鑑賞券が付属した裏ジャケット仕様で、CDを購入すれば主題歌が聴けて映画も観られるという触れ込みであった。
カップリング曲「ちいさなヘミソフィア」は9枚目のシングル曲である「ヘミソフィア」のリアレンジバージョンである。また、「THE GARDEN OF EVERYTHING 〜電気ロケットに君をつれて〜」では菅野よう子作品でボーカル参加をしているアメリカ人歌手のSteve Conteとのデュエットであり、楽曲がボロディン作曲の「だったん人の踊り」をモチーフとしている。
累計出荷枚数は3.8万枚。

## 収録曲
1. tune the rainbow [5:32][注 1]
作詞：岩里祐穂、作曲・編曲：菅野よう子
  - 松竹配給アニメ映画『ラーゼフォン 多元変奏曲』主題歌
2. THE GARDEN OF EVERYTHING 〜電気ロケットに君をつれて〜 [6:22][注 2]
坂本真綾 feat. steve conte
作詞：chris mosdell・maaya sakamoto、作曲：菅野よう子・areksandr. borodin、編曲：菅野よう子
3. ちいさなヘミソフィア [2:15]
作詞：岩里祐穂、作曲・編曲：菅野よう子

## カバー
tune the rainbow
- たかはし智秋・今井麻美 - 2007年7月22日放送のラジオ大阪のラジオ番組『THE IDOLM@STER RADIO』のコーナーの1つ「歌姫楽園」でカバーされた。楽曲は2008年6月4日発売のアルバム『THE IDOLM@STER RADIO COLORFUL MEMORIES』に収録された。